# Capitale de la mode

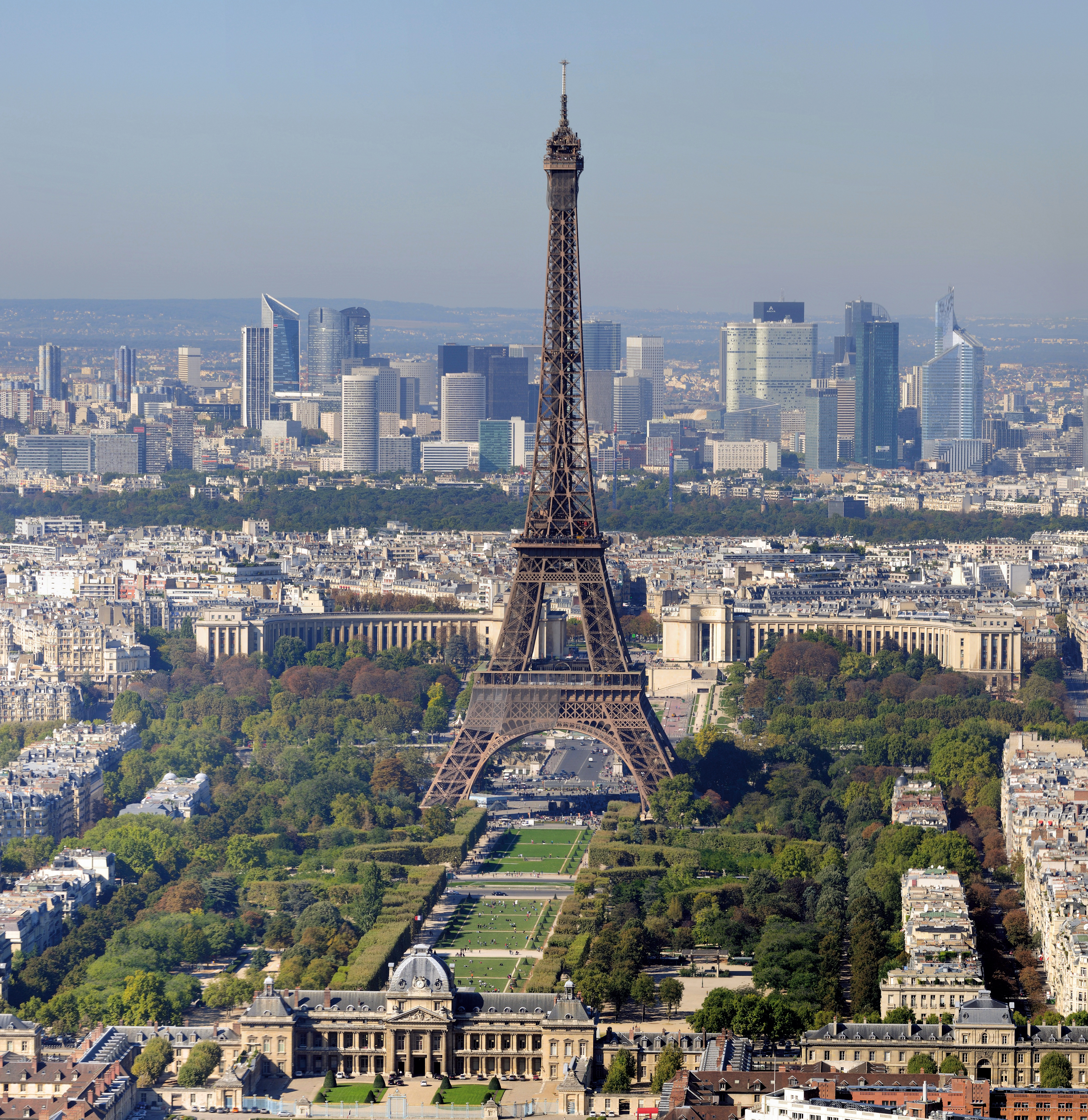
Paris

Une capitale de la mode est une ville qui exerce sur le monde une influence majeure en matière de mode. Depuis plusieurs décennies, quatre villes, appelées les « Big Four », se partagent ce titre : Paris, Londres, Milan et New York. Toutefois la capitale française, de par son histoire vieille de plusieurs siècles dans le domaine de la mode, est considérée comme la plus prestigieuse. De plus, avec l'exclusivité de la haute couture depuis son invention au milieu du XIXe siècle, Paris conserve la primauté. En effet, le statut « haute couture » n'existe qu'à Paris.

## Présentation
Paris est la capitale mondiale du luxe. La Semaine de la mode de Paris reste la plus prestigieuse des quatre principales semaines de défilés internationales et Paris reste la capitale de la mode,,. 
Paris exerce sur le monde une influence majeure en matière de mode notamment parce qu'y sont organisées plusieurs semaines de la mode prestigieuses, mais également par la présence de créateurs, de commerces notables, une culture, ou un patrimoine dédié au sujet que l'on trouve principalement dans ses musées. Outre Paris, berceau de la haute couture, qui est souvent désignée comme la seule capitale de la mode depuis plus d'un siècle, le terme désigne généralement Londres pour son rôle mélangeant créativité liée à la mode et son conservatisme, sa mode de rue ainsi que sa mode masculine traditionnelle symbolisée par Savile Row ; mais aussi New York pour sa mode accessible, et Milan pour ses couleurs ainsi que la longue tradition de la maroquinerie, Tokyo aussi, surtout depuis le mouvement anti-fashion autour des années 1980 qui a vu émerger des stylistes tels Yohji Yamamoto ou Rei Kawakubo pour sa mode de rue représentée par les mouvements Kawaii ou Gothic Lolita par exemple. Dans une moindre mesure, Anvers, qui compte une école de mode prestigieuse ayant vu sortir de ses rangs de nombreux stylistes influents tels que les Six d'Anvers ou Martin Margiela, mais qui ont effectué la majeure partie de leurs carrières loin de la Belgique, souvent à Paris. D'autres villes s'emploient à devenir elles aussi des capitales de la mode mais n'atteignent jamais la renommée des quatre principales, à l'image de Dubaï ou Berlin qui dispose de sa propre Fashion Week.

## Historique

### Avant le milieu duXIXesiècle
Dès la fin du XVIIe siècle le savoir-faire des artisans de la couture française est reconnu. Marie-Jeanne Bertin, la marchande de modes, ou Louis Hippolyte Leroy marquent la mode française, répondant à des commandes prestigieuses en France ou à l'étranger.
Jusqu'au milieu du XIXe siècle, les couturiers ne sont pas des créateurs, ils ne font que pratiquer la couture et appliquer les directives de leurs clients qui achètent le tissu à des merciers, même si certains n'hésitent pas à voyager pour présenter leurs réalisations. Il n'y a pas de lieu de distribution tel qu’une boutique. La mode est représentée par les aristocrates et la cour, que ce soit en France ou dans les autres pays,.

### À partir du milieu duXIXesiècle
Un Anglais installé à Paris, Charles Frederick Worth invente le principe de la maison de couture. Dès 1864, il rencontre un succès international. Protectionniste, il fonde également la Chambre syndicale de la couture et de la confection pour dames et fillettes : à partir de cet instant, la haute couture devient intimement liée à Paris, de façon exclusive. L'historien Olivier Saillard souligne qu'encore de nos jours, « la haute couture est une industrie exclusivement française, pour ne pas dire parisienne […] si le prêt-à-porter se joue en plusieurs capitales du monde, dont Milan, New York et Londres, la haute couture demeure, depuis son origine, parisienne ». Les trois expositions universelles qui ont lieu à Paris jusqu'à 1900 font rayonner internationalement les maisons de couture locales,. Les bases posées par Worth, les Sœurs Callot, Doucet, Poiret, Paquin, ou Vionnet vont lui succéder,, faisant de Paris le centre du monde en matière de mode, pendant des décennies. L'époque voit aussi à Paris les joailliers, parfumeurs, malletiers, Cartier, Guerlain, Goyard, Hermès ou Vuitton.
Alors qu'en Angleterre la tradition des tailleurs, incarnée par Savile Row, est ancienne, le Nouveau Monde n'a pas encore de lieux représentatifs de la mode : les riches américaines viennent en Europe et à Paris pour trouver leurs toilettes.

### Début duXXesiècle
Si Paris est la capitale de la mode, son centre se situe alors rue de la Paix où s'était installé Worth. Les arts sont aussi à Paris, avec leurs déclinaisons que sont l'illustration ou les costumes de théâtre qui servent à diffuser la mode à l'international. Au lendemain de la Première Guerre mondiale, le magazine Vogue se voit décliné dans sa version française.
La mode est dominée par les couturiers parisiens mais également leurs homologues féminins : Jeanne Lanvin qui détient alors à Paris une entreprise très florissante, Coco Chanel qui s'implantera également dans les stations balnéaires en vogue, Madeleine Vionnet symbole du modernisme de la couture dans les années 1930, ou Elsa Schiaparelli proches des surréalistes, exportent de Paris dans le monde entier. Le jersey et la petite robe noire sont popularisés par Coco Chanel et envahissent le monde. C'est le premier « âge d'or » de la haute couture depuis l'invention de Worth. 
La crise de 1929 marque une régression de la haute couture, les premières expériences de ce qui deviendra plus tard du « prêt-à-porter » sont réalisées mais l'influence de Paris sur le reste du monde continue de grandir : « Paris était un bureau de style pour la mode mondiale. C'était clairement la capitale de la création. » L'exception viendra de l'Italie qui a l'habitude d'acheter la mode à Paris et où est imposé qu'une partie de la production soit nationale, mesure favorisant l'isolement de Rome.
La suprématie du cinéma américain, moyen important de diffusion de la mode auprès du public, donne de l'influence aux créateurs et costumiers des États-Unis, sans qu'on puisse situer géographiquement une capitale si ce n'est symboliquement Hollywood. Pourtant les femmes connaissent mieux la garde robe des stars de l'époque, comme Marlene Dietrich, que les réalisations des couturiers.
Les magazines de mode, à l'image de l'affrontement artistique entre Harper's Bazaar et Vogue, sont tout-puissants : ils utilisent systématiquement l'usage d'un correspondant permanent à Paris. La photographie envahit ces magazines : ceux-ci verront dans les années à venir les plus grands photographes de mode réaliser des séries d'images prenant Paris comme décors, renforçant ainsi visuellement l'association de Paris et la mode visible, entre autres, dans le travail d'Henry Clarke après la Guerre.

### Seconde Guerre mondiale
Si jusqu'à la Seconde Guerre mondiale, la capitale de la mode est Paris, durant la période d'Occupation les choses changent. 
Avec l'arrivée de la Guerre, les maisons de couture vivent au ralenti ou ferment ; Vogue France n'est plus publié. Les restrictions et les obligations de la vie quotidienne obligent à imaginer une mode éloignée du luxe,. De son côté, Lucien Lelong, président de la chambre syndicale, se bat pour maintenir Paris à son rang de capitale de la mode alors que les Allemands souhaitent délocaliser ce secteur dans leur pays,. 
En Grande-Bretagne, qui a vu également l'arrêt de la publication du Vogue local, des règles très strictes sont édictées pour la confection, jusqu'à la longueur de la jupe ou le nombre de poches, afin de s'adapter à la pénurie de textiles et fournitures.
De leur côté, les États-Unis, non occupés, développent une mode innovante ; certains créateurs, tel que Hattie Carnegie ou Claire McCardell, inventent les prémices du prêt-à-porter. Ils sont en ça encouragé et soutenus par Eleanor Lambert. Les magazines devenus uniquement locaux sont toujours dynamiques, mais n'ayant plus de correspondances régulières avec l'Europe, ceux-ci se recentrent sur leur territoire. Les acheteurs américains des entreprises de confection ou des grands magasins, nombreux avant guerre, ne se rendent plus en France. Beaucoup de journalistes, d'illustrateurs, ou de photographes de mode fuient les pays européens pour se réfugier de l'autre côté de l'Atlantique. C'est également le cas de nombreux couturiers tel qu'Elsa Schiaparelli qui quittent Paris pour l'Amérique. C'est dans ce pays que la mode mondiale se concentre alors.
À la Libération de la France, le rationnement est toujours présent, mais les choses vont peu à peu reprendre leur place en France et plus particulièrement à Paris.

### Après la Seconde Guerre mondiale
Balmain ou Carven ouvrent leurs maisons à Paris dès la fin de la Guerre. Le premier bikini est lancé à Paris. Les acheteurs, médias et clients de toutes nationalités réinvestissent la capitale française où Lucien Lelong continue à promouvoir énergiquement la haute couture grâce au Théâtre de la Mode. Mais il faudra attendre deux ans avant de voir réellement Paris retrouver son influence incontournable.

Après ce conflit, c'est de nouveau « l'âge d'or » de la haute couture, représenté symboliquement par le New Look de Christian Dior, qui débute en février 1947 avenue Montaigne et va « secouer le monde de la mode. » Le couturier impose de nouveau au monde le luxe de la haute couture française. À la suite de Dior, les collections parisiennes de Jacques Fath, Cristóbal Balenciaga, couturier déjà reconnu depuis des années, ou Hubert de Givenchy et Pierre Balmain vont rencontrer un succès mondial. Paris compte alors plus d'une centaine de maisons. 
Les choses vont changer avec l’avènement du prêt-à-porter qui va se développer de plus en plus. La Fédération Française du Prêt à Porter Féminin est créée ces années là.
Au début des années 1950, l'Italie a réagi rapidement aux dégâts de la guerre. Le glamour des films de Cinecittà rejaillit sur les maisons de couture italiennes, installées à Milan, Rome, Florence, ou Turin, comme les sœurs Fontana. Florence où sont organisés les défilés, puis Rome, deviennent influentes ; à la fin de la décennie, Valentino Garavani quittera même Paris où il effectue son apprentissage pour installer sa maison de couture dans la ville italienne.
Londres, avec ses tailleurs et sa famille royale habillée par les couturiers locaux comme Edwin Hardy Amies (en), lutte notablement pour se faire remarquer. Mais les États-Unis surfent sur le dynamisme des années de guerre avec leurs créateurs de prêt-à-porter qui inventent un style plus simple pour les femmes actives ; c'est la naissance de l'American look, parfois représenté par le style preppy qui en est un de ses représentants, ou plus tard de la Beat Generation. New York devient une capitale majeure, et toute une jeune génération d'Européens est influencée.
Paris malmenée conserve malgré tout sa place. Au milieu des années 1950, Coco Chanel crée rue Cambon ce qui va devenir une icône de la Parisienne, un « chef-d’œuvre du génie de la haute couture » : le « tailleur Chanel ». En 1962, le tout jeune Yves Saint Laurent quitte Dior et présente sa première collection à son nom ; le retentissement est mondial. 
Mais rapidement, la capitale de la mode va traverser la Manche. La minijupe est lancée par Mary Quant, Vidal Sassoon la coiffe, elle habille les Mods et toute la jeunesse, c'est le début du Swinging London. Londres compte alors près de deux mille magasins de vêtements. Carnaby Street surtout, avec les créations de Foale & Tuffin (en), Kensington High Street avec la boutique Biba, ou King's Road avec Bazaar ou Granny Takes a Trip (en) sont les lieux où la mode anglaise devient incontournable. Jean Shrimpton, visage du London Look, en est l’icône, David Bailey le photographe. De son côté la famille royale d'Angleterre, très présente dans les médias, se montre le plus souvent habillée par les stylistes britanniques. La mode britannique — mais également la musique — va envahir l'Europe et les États-Unis, et Londres définir l'esprit des années 1960 mieux que n'importe ville au monde.
Pourtant ces années là, la créativité est partout : Rudi Gernreich introduit le monokini en Amérique, André Courrèges monte sa « collection cosmique » The Moon Girl avenue Kléber et rencontre un succès planétaire, bientôt suivi de Paco Rabanne ou Pierre Cardin, les grands couturiers établis en France développent en parallèle de la haute couture des lignes d'un prêt-à-porter luxueux dont certaines, comme rive gauche, connaitront un succès important. Aux États-Unis, le Pop art hérité du Royaume-Uni, puis le Flower Power du mouvement hippie sont sources d'inspiration pour la mode, jusqu'en Europe.
Paris ne compte plus que dix-neuf maisons en 1967, la haute couture est moribonde depuis plusieurs années. La mode traditionnelle n'en finit pas d'adopter des inspirations des années 1940 ou du romantisme du XIXe siècle. L'Italie, ou plus particulièrement Milan, est alors en plein dynamisme dans les années 1970, entre autres par son savoir-faire en ce qui concerne la maille, les tissus tricotés ou le prêt-à-porter. Soufflés par l'Amérique, le jeans, et le sportswear tel que celui de la jeune Donna Karan qui va se faire connaitre quelques années plus tard, deviennent des basiques. Au-delà du sportswear, le sport caractérisé par le justaucorps ou le survêtement va se répandre de plus en plus à l'arrivée des années 1980 et sa reine du fitness, Jane Fonda. Les États-Unis sont une fois de plus être centre de créativité. Calvin Klein, Halston, Geoffrey Beene, Diane von Fürstenberg, Ralph Lauren, tout se fait à New York, voir à Manhattan plus précisément.
Mais avant la fin des années 1970, un bouleversement musical va engendrer un bouleversement vestimentaire : la mode punk, dont Vivienne Westwood est l’emblème, fait que tous les regards se tournent un temps vers Londres. La tendance est reprise aussi bien par les stylistes que par la mode de la rue. Malgré tout, la capitale britannique, gloire des années 1960, a perdu nettement de son importance. De l'autre côté de la planète, Tokyo vient, depuis quelques années, rejoindre les grandes capitales de la mode.
Au début des années 1980, Milan, qui a Armani et verra bientôt l'arrivée de Versace, Romeo Gigli, Prada, ou Dolce & Gabbana et qui compte nombre de magazines de mode et boutiques, a détrôné Rome comme centre de la mode italienne et du prêt-à-porter luxueux ; ce même luxe est présent également à New York où le sportwear est pourtant toujours la tendance majeure, y compris mondialement. Paris avec ses atouts historiques conserve une place dominante : c'est là que se situe le savoir-faire ancestral d'une main d’œuvre expérimentée, un système de parrainage des couturiers, l'héritage de la haute couture et des arts, les défilés les plus importants et les plus anciens, ainsi que des écoles de mode reconnues. C'est là également qu'apparaissent à cette époque la génération de jeunes créateurs comme Thierry Mugler, Claude Montana, Jean Paul Gaultier, Kenzo Takada, qui vont bousculer la mode parisienne puis mondiale. Au cours de ces décennies, plusieurs courants de mode, parfois très différents, sont représentés par des stylistes du monde entier qui sont pour la plupart déjà reconnus dans leur pays respectif : Rei Kawakubo, Martin Margiela, ou Jil Sander par exemple, tous ressentent la nécessité d'être présent à Paris pour les défilés ou avec leurs boutiques.
Dans les années 1990, Tom Ford réveille et transforme la marque florentine Gucci donnant ainsi à l'Italie un regain d'intérêt. 
Mais ces années là, « le système s’essouffle » : la mode à Paris est terne, vivant plus sur ses acquis que sur sa créativité et sur une nouvelle génération de créateurs étrangers. La presse internationale fait les gros titres contre la haute couture. Pourtant, certains signes vont faire présager un renouveau et laisser à Paris sa place d'incontournable : Hussein Chalayan, créateur reconnu en Angleterre, vient défiler à Paris, Karl Lagerfeld triomphe chez Chanel, John Galliano arrive chez Dior avenue Montaigne, Jean Paul Gaultier et Thierry Mugler sont invités à intégrer la haute couture, Alexander McQueen se fait remarquer chez Givenchy, etc.
Au passage de l'an 2000, Paris connaît un regain de dynamisme, et pas seulement dans la mode : gastronomie, arts, tourisme, participent à faire de Paris l'une des principales villes du monde même si elle n'est plus la seule,. New York, comme Londres, restent reconnues pour laisser apparaitre régulièrement de jeunes stylistes qui font parfois carrière à Paris : « Défiler à Paris, c'est un atout dans l'image d'une marque. » Mais outre le luxe et la haute couture, spécificité qui permet à Paris de conserver sa place mondiale depuis des décennies, la mode est de plus en plus globale, avec des enseignes comme Zara, Gap ou H&M diffusant une mode identique dans tous les pays du monde. Durant le confinement touchant le monde entier en 2020, Paris conserve sa place prédominante : alors que tous les évènements et fashion weeks sont annulés, une vingtaine de défilés ont lieu physiquement dans la capitale, dans des formes inventives.

### Language Monitor
L’édition 2011 du classement annuel de Global Language Monitor donne Londres comme première capitale de la mode, suivie de New York puis Paris. L'année suivante, le classement de tête reste le même, sauf Barcelone qui prend la place de Paris,. En 2014, New York arrive en tête du classement puis Paris l'année suivante.

## Paris et les lieux de la mode

### Les lieux de la mode à Paris sous l'Ancien Régime
Jusqu’à la fin du XVIIIe siècle et de la nomination de Rose Bertin par Marie-Antoinette comme ministre de la mode, celle-ci était exclusivement réservée à la noblesse. 
La mode émane de la cour, une cour brillante et partout imitée dans le monde civilisé. Au XVIIe siècle, Louis XIV l’avait assujettie à un protocole strict qui s’est un peu relâché sur la fin de son règne. Hommes et femmes étaient donc soumis aux lois de l’étiquette et prisonniers d’un système qui ne laissait guère de place à la fantaisie personnelle.

Mais au XVIIIe siècle s’opère une évolution de la société urbaine, notamment en termes de nouveaux modes de consommation. Les boutiques mues et les premiers commerces de luxe font leurs apparitions. La géographie de la ville évolue, Paris est cartographiée en 1750 et  l’implantation des boutiquiers rehausse les grands axes de communications et les tailleurs, couturiers ainsi que les marchandes de modes, vont jouer un rôle grandissant dans la reproduction et les diffusions des modes de la cour. Apparaît les premiers journaux de mode ainsi que les premières chroniques de modes répertoriant :
une connoissance exacte et prompte, tant des Habillemens & Parures nouvelles des personnes de l’un et de l’autre sexe […], ouvrages d’orfèvrerie & généralement de tout ce que la mode offre de singulier, d’agréable ou d’intéressant dans tous les genres.
Sous le règne du roi Louis XVI, Marie-Antoinette, Rose Bertin est nommé ministre des modes et la présence des marchands de modes dans l’espace géographique de la ville est de plus en plus importante mais, ils ne sont que des exécutants. La ville revêt un nouveau visage, notamment par l’émergence de ces boutiques, mais également un nouvel espace géographique se dégage. Les boutiques des marchands ou marchandes de modes, ainsi que les tailleurs qui ont bonne réputation, restent proches des lieux de pouvoirs donc proche du Louvre et du palais des Tuileries mais également des nouveaux quartiers comme le faubourg Saint-Honoré. Dans le Cabinet des modes, sont mentionnés les adresses : « Sieur Donnet, Marchand chapelier, rue Saint-Honoré ». En ressort sur différents cahiers la proximité de ces marchands et des lieux de pouvoir dans Paris, comme en témoignent les adresses déjà prestigieuses du Faubourg Saint-Honoré, parfois du Faubourg Saint Germain mais également très présent sur la place Dauphine de l’île de la Cité, haut lieu du pouvoir. Les boutiques et donc les tailleurs, les marchands et marchandes de modes gravitent autour de ces lieux. 

Ainsi, les marchandes de modes vont permettre une diffusion plus aisée de la mode et ainsi introduire la voie des grands couturiers de la fin du 
.

### Les lieux de la mode à Paris auXIXesiècle

#### Le charme parisien des passages couverts
Les premiers passages couverts parisiens, ou galeries, apparaissent à la fin du XVIIIe siècle mais prennent leur essor durant la première moitié du XIXe siècle. Ces passages se construisent à la suite des évolutions industrielles notamment en termes de luxe, de mode et de matériaux. Déjà dans la construction de ces passages de nouveaux matériaux apparaissent, comme l’acier et le verre mais c’est la fonction économique de la ville qui est repensée. 
Ces passages couverts, récente invention du luxe industriel, sont des couloirs au plafond de verre et aux entablements de marbres, qui courent à travers des blocs entiers d’immeubles dont les propriétaires se sont solidarisés pour ce genre de spéculation.
Ces constructions sont une nouvelle façon de voir la ville qui lie un nouvel urbanisme avec une volonté de mêler affaires commerciales et sécurité et donc de rendre la ville plus sure et sécurisée. « Ces passages sont le refuge de tous les promeneurs surpris auxquels ils offrent une promenade assurée […], dont les commerçant tirent leur profit ».
L’idée est d’offrir en même temps qu’une promenade à l’abri des intempéries, des axes de circulations sécurisés par le fait qu’ils soient réservés aux piétons, donc aucune voiture ne les empruntent ; sécurisés par la mise en place d’un éclairage public et donc un risque d’agression ou d’accident moins important. En même temps qu’est amenée une solution pour sécuriser la ville, s’y développe en parallèle une commercialisation des passages proposant un nouvel espace urbain. 
De plus, la quasi-totalité des passages couverts se trouvent en particulier sur la rive droite de Paris, rive qui de tout temps est la plus importante en termes d’économie. Les passages sont construits près des lieux de pouvoir ou des lieux économiques importants, c’est-à-dire le plus souvent proche des halles de Paris mais également des Tuileries et du Louvre comme notamment le Passage Jouffroy, le Passage du Grand-Cerf ou encore comme la Galerie de la Madeleine.
À la fin de la première moitié du XIXe siècle il est possible dans Paris de circuler à pied par de nombreux passages couverts offrant une nouvelle manière de flâner et de se promener.

#### L’avènement des grands magasins
L’industrialisation du XIXe siècle introduit de nouvelles réflexions sur la géographie des villes et leur urbanisme. Paris n’échappe pas à cette règle et dans la première moitié du XIXe siècle de nombreuses études sont proposées pour moderniser la capitale, la rendre plus sécurisée et surtout revoir toute la politique hygiénique de la ville car Paris durant les premières décennies du XIXe siècle se voit frappée par de nombreuses épidémies comme celle du choléra de 1832. Les nombreuses études sur la réflexion de la ville du point de vue hygiéniste, mais aussi de salubrité, sans oublier de répartition des affaires sont présentes dans les hautes sphères de l’État. Mais il faudra attendre Napoléon III et son préfet, le Baron Haussmann pour proposer un urbanisme à l’échelle de la ville et non plus penser la ville comme une juxtaposition de quartier. La naissance des gares introduisent de nouvelles portes d’entrée dans la ville et donc de nouvelles centralités économiques apparaissent, la ville s’industrialise et doit répondre à un cadre urbain de plus en plus dynamique. Haussmann a une double obsession, l’hygiène et la circulation concluant sur une restructuration de l’espace Parisien. Donc assainissement de la ville et circulation par la ligne droite. Tout cela entraine une gentrification de la ville de Paris. 
C’est dans cette ville modernisée, industrialisée, urbanisée et rénovée que les grands magasins prennent encrages à l’image du Au Bon Marché d’Aristide Boucicaut, 1869. C’est l’industrialisation du vestimentaire. Comme dans le roman de Zola, Au Bonheur des Dames(1882), l’avènement des grands magasins mènent à la ruine les petits commerçants et  décrit l’ère industrielle. La mode est donc également une production qui doit être mis en circulation dans la société, tout comme l’argent qu’elle procure, démocratisant le luxe, tout en constituant l’embryon des vastes sociétés ouvrières du XXe siècle.
Mais les nouvelles gares de la ville de Paris créaient de nouvelles centralités ainsi que de nouvelles zones d’affaires. En témoigne la construction du  Au Printemps en 1865 et des Galeries Lafayette en 1894 sur le boulevard Haussmann proche du quartier de la gare Saint-Lazare. Le grand magasin « révolutionne  les pratiques commerciales. Proches des gares, servi et desservi par le train, il fait affluer les étrangers et les provinciaux mais expédie aussi, partout où il est possible de le faire, les nouveautés parisiennes ». Les ateliers souvent dans les étages des grands magasins voient naitre également de nouveaux espaces de productions, les prix fixent sont de plus en plus pratiqués et finissent par s’imposer. 
La mode est donc le type même de forme sociale et traduit l’image de l’individualisme moderne qui s’impose dans les sociétés industrialisées sans pour autant trahir les distinctions de classe. La mode permet de s’apparenter à un groupe social donné par l’imitation. La mode est facteur d’intégration sociale, mais les processus d’imitation s’accélèrent, et pour se différencier, l’élite ne cesse d’inventer de nouvelles modes.
Ainsi, en se transformant en « la ville lumière » Paris attire par son prestige des talents venant d’Europe, dont un en particulier qui fera naitre la haute couture, Charles Frederick Worth.

#### Les prémices de la haute couture
« Paris avait la réputation d’être la seule capitale du monde où l’on pouvait s’habiller élégamment » et cela c’est renforcé avec l’arrivée de Charles Frederick Worth (1825-1895), qui s’établit à Paris. Il s’installe plus particulièrement rue de la Paix. En effet c’est pendant le XIXe siècle que la place Vendôme reçut le statut de place des élégantes et s’imposa en matière d’adresse et de diffusion de la haute couture et de la joaillerie. 

Mais c’est le percement de la rue de la Paix et la place Vendôme qui la prolonge qui va donner les lettres de noblesse à cet ensemble, et cela depuis la construction du nouvel opéra de Paris proche du quartier. 
Les riches étrangers ont la rue de la Paix en singulière affection ; ils ne peuvent vivre que là, les hôtels meublés en sont pleins. Nombre de fournisseurs avisés se sont mis sur le chemin de cette riche clientèle que leur vient de tous les pays. C’est le bazar du confortable le plus splendide et le plus délicat.
Worth ouvre sa boutique au 7 rue de la Paix comme est rappelé dans Le Petit Parisien de 1928. La rumeur voudrait que l’Opéra Garnier ait été construit suffisamment vaste pour que les robes à crinolines des mondaines ou des demi-mondaines puissent se croiser sans se toucher.
Le succès de Worth va amener d’autres couturiers, des modistes et chapeliers, gantiers et restera le quartier centre de la mode jusqu’à Paul Poiret et sa délocalisation pour l’avenue Montaigne.

### Les lieux de la mode à Paris auXXesiècle

#### La mode s’exile dans le nouveauVIIIearrondissement de Paris
La mode, et plus particulièrement la haute couture s’imposent dans le Paris de la Belle Époque. Cette mode joue avec les codes de la représentation et il est de bon goût de se montrer. C’est la création des promenades :
La promenade favorite consistait à se montrer, ou à admirer ceux qui se montraient, suivant la classe sociale à laquelle on appartenait. […] Remonter les Champs-Élysées, était indispensable à tout Parisien soucieux de son image sociale. Toue la littérature de la seconde moitié du XIXe siècle, de Zola à Proust, en passant par Flaubert ou Maupassant, relate les démonstrations d’élégance, cette extraordinaire « pavane » qui représentait l’une des principales occupations des classes aisées.
Depuis la révolution d’Haussmann, la ville de Paris a changé, notamment par la construction de nouveaux quartiers dans l’ouest parisien ; une nouvelle géographie sociale de la ville de Paris prend naissance dans ces nouveaux lieux. Ils s’embourgeoisent et sont incarnés par la mode. La mode qui va s’établir dans le futur triangle d’or, notamment grâce à Paul Poiret qui s’y installe en 1909, avenue Montaigne. Ainsi est entrainé un grand nombre de maisons au détriment de la place Vendôme, de la rue de la Paix ou encore du faubourg Saint-Honoré. Les maisons de coutures s’y installent et, petit à petit, ce quartier bourgeois évolue en quartier d’affaires, les hôtels particuliers des Champs-Élysées sont remplacés par des immeubles et les couturiers du triangle d’or établissent leurs ateliers au-dessus des boutiques. La bourgeoisie, par son établissement dans le triangle d’or, tout en pratiquant l’entre soi amène à son quartier un prestige, ce prestige qui est indispensable pour la mode, la haute couture et le luxe.
Ainsi s’établit dans le VIIIe arrondissement parisien la culture mondiale que ce soit en matière de mode par les couturiers, par la construction d’hôtels de luxe ou l’implantation de théâtre mêlant luxe et culture française. 

#### Paris, capitale de la mode et ville spectacle
Après la Seconde Guerre mondiale, le New Look de Christian Dior permis de remettre au centre de la mode l’avenue Montaigne et permet à Paris de retrouver ces lettres de noblesse dans cette matière. La naissance de la semaine de la mode (ou Fashion week) à Paris renvoie à la volonté de mettre en scène un spectacle, de créer une fête pour célébrer la mode, la haute couture, les artistes mais également tout l’artisanat d’art attrait à la mode et qui fait de Paris la Capitale de la mode par excellence. 
Aussi les défilés sont-ils désormais conçus comme des shows. Thierry Mugler, dès 77, en avait mis au point les principes fondateurs : […] Mugler innove encore en défilant au Zénith de Paris, devant 6 000 personnes qui ont payé leur place.
Ainsi, tous les plus grands créateurs reprennent cette idée de spectacles grandioses pour présenter leurs nouveaux vêtements, la ville se pare et accueille dans ces plus illustres endroits ce qui fait son rayonnement.